# Palmerstoneiland
Palmerstoneiland is een van de Cookeilanden en ligt in de Stille Oceaan. Het is een atol, en werd in 1774 ontdekt door kapitein James Cook.
Het eiland is een ring van koraal om een lagune. Het hoogste punt op het eiland is 6 meter, en er kan door grote schepen niet worden aangelegd. Het eiland leek bij ontdekking niet bewoond te zijn, alhoewel er later sporen zijn gevonden van bewoning.
In 1862 vestigde een Engelsman, William Masters (ook wel Marsters), zich op het eiland met zijn drie vrouwen. Hij leasede het land van de Britse kroon en startte zijn eigen kolonie. Hij was tot aan zijn dood in 1899 heer en meester op het eiland, en de bevolking groeide. In 1936 woonden er zo'n 100 mensen, en de lease op het land wordt nog steeds doorgegeven aan de hoofden van de drie verschillende familielijnen.
Het eiland wordt regelmatig getroffen door zware tropische stormen.
In de aflevering op 28 oktober 2015 van Floortje naar het einde van de wereld van BNNVARA gaat Floortje Dessing naar dit eiland.